# Open de Rennes 2008
L'Open de Rennes 2008 è stato un torneo di tennis facente parte della categoria ATP Challenger Series nell'ambito dell'ATP Challenger Series 2008. Il torneo si è giocato a Rennes in Francia dal 6 al 13 ottobre 2008 su campi in cemento indoor e aveva un montepremi di €42 500+H.

## Vincitori

### Singolare
Josselin Ouanna ha battuto in finale  Adrian Mannarino con il punteggio di 6–2, 6–3.

### Doppio
James Auckland /  Dick Norman hanno battuto in finale  Yves Allegro /  Horia Tecău con il punteggio di 6–3, 6–4.